# Оболенський Іван Михайлович
Князь Іва́н Миха́йлович Оболе́нський (нар. 2 листопада (14 листопада) 1853, Москва — пом. 27 лютого (12 березня) 1910, Санкт-Петербург) — російський державний діяч, губернатор Харківської та Херсонської губерній, генерал-губернатор Фінляндії.

## Біографія
Походить з князівського роду Оболенських. Син князя Михайла Олександровича Оболенського та Ольги Олександрівни Стурдзи (донька Олександра Стурдзи). 
Освіту здобув у Морському кадетському корпусі, звідки випустився мічманом, і більше п'яти років прослужив на флоті, в тому числі на імператорських яхтах «Держава» та «Александрия». Під час Російсько-турецької війни служив на фрегаті «Светлана», і разом з двома іншими мічманами з фрегата (Щербатов та Эбилинч) був відряджений у загін капітан-лейтенанта Ф. В. Дубасова на міноносний катер «Князь Пожарский». Вночі 23 вересня 1877 року загін вивів з Петрошан три парових катера і румунську канонерку «Флуджерул», потім з допомогою брандерів спалили матеріали, які були заготовлені турками для будівництва переправи через Дунай, турецькі судна, що стояли там — також згоріли. За відмінність у проведенні брандерів на турецькі судна та міст — був нагороджений орденом Святої Анни 4-го ступеня з написом «за хоробрість».
Вийшовши у відставку у 1881 році, був обраний симбірским повітовим предводителем дворянства. Також був почесним мировим суддею, головою з'їзду мирових суддів і гласним губернського земства. Виставлений старшим кандидатом на пост симбірського губернського предводителя дворянства, був затверджений на цій посаді 12 січня 1889 року. 13 червня 1897 року призначений херсонським губернатором. На цій посаді удостоївся найвищої подяки за енергійні дії по припиненню антиєврейських заворушень, що виникли в 1899 році. 14 січня 1902 року призначений харківським губернатором. У тому ж році був нагороджений орденом Святого Володимира 2-го ступеня «за енергію, виявлену при припиненні безладів у Валківському повіті».
29 липня 1902 року в харківському саду «Тіволі» відбувся замах на життя князя Оболенського. Безпосередній виконавець Фома Качура вистрілив кілька разів, але промахнувся, і князь був тільки легко поранений. Будучи затриманим, Качура назвав себе членом Бойової організації партії соціалістів-революціонерів і заявив, що діяв за її ухвалою.
31 березня 1903 року був звільнений з посади губернатора з призначенням перебувати при міністрі внутрішніх справ. Головував у попередній комісії по перегляду прав євреїв. У липні 1904 року був призначений на посаду фінляндського генерал-губернатора після вбивства генерала Миколи Івановича Бобрикова. На цій посаді проводив умиротворчу політику.
Помер 12 березня 1910 року в Санкт-Петербурзі. Похований у своєму маєтку поблизу села Іванівка у Симбірській губернії.